# Göteborgs Stads litteraturpris
Göteborgs Stads litteraturpris är ett litteraturpris som delades ut av Göteborgs kommun 2014–2016. Det instiftades 2013, med första utdelning 2014, och var ett led i Göteborgs kommuns ambition att förstärka tillgången till litteratur i Göteborg och att stödja författare. Prissumman var på 100 000 kronor. Två priser delades ut varje år, ett essäpris och en priskategori som varierade från år till år.
Kulturförvaltningen gjorde 2016 en utredning av priset där de ansåg att pengarna istället skulle satsas på sökbara projektstöd och föreslog att Göteborgs Stads litteraturpris skulle läggas ned. Sedan dess har det inte delats ut något pris.

## Beskrivning
År 2014 gavs pris till bästa barn- och ungdomsbok. År 2015 delades pris ut till bästa skönlitterära bok skriven av en utlandsfödd författare som skriver på svenska, och 2016 kom ett pris att delas ut till bästa bok i genren science fiction eller fantasy. Priserna delades ut vid invigningen av Göteborgs kulturkalas.
Verken skulle vara nypublicerade och skrivna på svenska. Juryn bestod av tre personer per pris. I juryn för essäpriset satt Ingrid Elam, Ebba Witt-Brattström och Mikael van Reis.
I juryn för bästa barn- och ungdomsbok: Ingrid Bosseldal, Kersti Westin och Andreas Palmaer. I juryn för bästa bok av utlandsfödd författare satt Ulrika Kärnborg, Elisabeth Rynell och Kennet Klemets. Juryn för fantasy- och SF-priset 2016 bestod av Martin Engberg, Ann-Marie Ljungberg och Jerry Määttä.

## Pristagare
Essä
- 2014 – Fredrik Sjöberg för Ge upp idag, i morgon kan det vara för sent.
- 2015 – Stina Otterberg för Älska, dricka, sjunga, leva, dö.
- 2016 – Anders Johansson för Kärleksförklaring

Barn- och ungdomsbok
- 2014 – Elin Nilsson för Flyt som en fjäril, stick som ett bi.

Skönlitterär bok av utlandsfödd författare
- 2015 – Pooneh Rohi för Araben.

Fantasy/science fiction
- 2016 – Kristina Hård för Kleptomania.